# Ratpenat nasofoliat pigmeu
El ratpenat nasofoliat pigmeu (Hipposideros pygmaeus) és una espècie de ratpenat de la família dels hiposidèrids. Viu a les Filipines. El seu hàbitat natural són en coves de pedra calcària, dins o prop dels boscos de terres baixes. No hi ha cap amenaça significativa per a la supervivència d'aquesta espècie, tot i que està afectada per la pèrdua d'hàbitat i la desforestació.